# Fraunhofer-Einrichtung für Organik, Materialien und elektronische Bauelemente
Die Fraunhofer-Einrichtung für Organik, Materialien und elektronische Bauelemente COMEDD, kurz „Fraunhofer COMEDD“ genannt, war eine Einrichtung der Fraunhofer-Gesellschaft zur Förderung der angewandten Forschung e. V. (FhG) und hatte ihren Sitz in Dresden. Das nachgesetzte Akronym COMEDD stand für englisch Center for Organic Materials and Electronic Devices Dresden (dt. Zentrum für organische Materialien und elektronische Bauelemente Dresden), der Name eines ehemaligen Institutsteils des Fraunhofer-Institut für Photonische Mikrosysteme (Fraunhofer IPMS) aus dem das Fraunhofer COMEDD 2012 hervorging. Fraunhofer COMEDD ist in der angewandten Forschung und Entwicklung in den Bereichen Photophysik, organische Elektronik und Mikroelektronik aktiv und wurde 2012 als Einrichtung von der Fraunhofer-Gesellschaft gegründet, um die Ergebnisse der Forschung an organischen Halbleitermaterialien und Systemen in die Produktion zu überführen. Weiterhin engagierte sich das Fraunhofer COMEDD unter anderem in den Netzwerken Organic Electronics Saxony (OES), Silicon Saxony e. V., CoolSilicon e. V., der Organic Electronics Association (OE-A) und in der Plastic Electronics Foundation.

Zum 1. Juli 2014 wurde das COMEDD in das Fraunhofer-Institut für Elektronenstrahl- und Plasmatechnik FEP integriert, das seither unter dem neuen Namen Fraunhofer-Institut für Organische Elektronik, Elektronenstrahl- und Plasmatechnik FEP firmiert.

## Forschung und Entwicklung
Die Einrichtung kombiniert Forschungs- und Entwicklungsaktivitäten zur Herstellung, Integration und Technologieentwicklung von elektronischen Bauelementen basierend auf organischen Halbleitern. Die Aufgabe des Fraunhofer COMEDD ist die kunden- und anwendungsspezifische Forschung, Entwicklung und Pilotfertigung von neuen Bausteinkonzepten und Herstellungsmethoden für Bauelemente der organischen Elektronik, insbesondere für organische Solarzellen, OLED-Leuchtmitteln organischen Leuchtdioden, OLED-Mikrodisplays und -Sensoren.
Die Forschungsschwerpunkte sind:
- OLED-Sensoren und -Mikrodisplays
- organische Photovoltaik
- OLED-Beleuchtung und -Anzeigen

### OLED-Sensoren und -Mikrodisplays
Die OLED-Technologie bietet die Möglichkeit, hocheffiziente Lichtquellen in Silizium-Substraten zu integrieren. Beispiele zur Nutzung von OLED für sensorische Anwendungen sind Lichtschranken, Fluss- oder Fingerabdrucksensoren.
Daneben ist die OLED-auf-Silizium-Technik insbesondere für den Einsatz in Mikrodisplays für Anwendungen in der Augmented Reality (AR) als interaktive Datenbrille, als optische Sucher in Digitalkameras, als Projektoren, als Projektionsfläche in tragbaren Bildschirmen interessant. Die Integration von OLED in Siliziumchips ermöglicht, optische Emitter und lichtempfindliche Sensoren gleichzeitig in einem Chip anzuordnen und auf diese Weise ein bidirektionales Mikrodisplay zu erzeugen. Das Display liefert Informationen für den Nutzer und erkennt gleichzeitig sein Handeln. Der Nutzer nimmt die normale Umwelt wahr, empfängt jedoch zusätzliche Informationen über eine mit einem bidirektionalen Mikrodisplay ausgerüstete Datenbrille. Diese Bildinformation kann infolge der Interaktion des Nutzers willentlich oder unbewusst vom Betriebssystem eingespielt werden, so dass der Nutzer Befehle ohne manuelle Bedienung oder den Einsatz von Sprache durch einfache Augenbewegung auslösen kann. Die bekannte Computermaus oder der Joystick werden so bei bestimmten Anwendungen überflüssig. Den weltweit ersten Demonstrator einer bidirektionalen Datenbrille mit OLED-Mikrodisplays, der per Augenbewegung gesteuert werden kann, wurde am Fraunhofer COMEDD entwickelt. Dieser Demonstrator bietet als Entwicklungskit die Möglichkeit, die Technik zu testen.

### Organische Photovoltaik
Auf dem Gebiet der organischen Photovoltaik (OPV) beschäftigt sich das Fraunhofer COMEDD mit der Entwicklung innovativer organischer Solarzellen, basierend auf im Vakuum verdampfbaren organischen Materialien (vgl. thermisches Verdampfen) mit dem Ziel, effiziente organische Solarmodule zu entwickeln, die anwendungsoptimierte Eigenschaften besitzen. Das Fraunhofer-COMEDD verwendet, wie auch in der OLED-Technologie, das PIN-Konzept, bei dem zwischen einer lichtleitenden und einer elektronenleitenden Schicht die organische Absorberschicht eingebettet ist. Das Fraunhofer COMEDD nutzt seine Kompetenzen der Substratherstellung, Dünnfilmabscheidung im Hochvakuum sowie der Verkapselung organischer Bauelemente, um die Technologie der organischen Solarzellen zur Marktreife zu entwickeln und die kundenspezifische Integration organischer Solarzellen zu ermöglichen. Das Fraunhofer COMEDD bietet Entwicklungsleistungen von der Konzipierung von Systemen auf Basis hocheffizienter organischer Solarzellen über Prototypenentwicklung bis zur Pilotfertigung auf starren wie flexiblen Substraten an. Die Leistungen umfassen die gesamte Lieferkette von der Substratbereitstellung bis zur Verkapselung und Verschaltung.

### OLED-Beleuchtung und -Anzeigen
Auf organischen Leuchtdioden (OLED) basierende Beleuchtungssysteme ermöglichen Flächenlichtquellen, die auch transparent und flexibel sein können. OLED haben den Vorteil, dass alle Farben dargestellt werden können und weißes Licht mit einem hohen Farbwiedergabeindex ausgestrahlt werden kann. Zur Evaluierung dieser neuen Technologien hat die Einrichtung die TABOLA-OLED-Lichttafel-Reihe entwickelt. Des Weiteren war die Abteilung COMEDD des vormaligen Fraunhofer IPMS Partner im EU-Projekt „OLED 100“ und damit an der Entwicklung der bisher weltweit größten OLED-Panels mit 33 cm × 33 cm Kantenlänge beteiligt.

## Infrastruktur
Am Fraunhofer COMEDD arbeiten ca. 75 Mitarbeiter. Gründungsdirektor der Fraunhofer-Einrichtung war Karl Leo. Ab 1. Januar 2014 übernahm Volker Kirchhoff die Leitung der Einrichtung, die ab 1. Juli 2014 mit dem Fraunhofer FEP fusionieren wird.
Die Infrastruktur besteht aus mehreren Reinräumen mit Pilotlinien zur Herstellung von OLED, für Wafer zur OLED-Integration auf Siliziumsubstraten und einer Forschungslinie für die Rolle-zu-Rolle-Fertigung auf flexiblen Substraten. Wie üblich für Fraunhofer-Institute stellt auch COMEDD Techniken und Fertigungsanlagen zur Entwicklung für Kunden zur Verfügung.